# Donald Sheff
Donald „Don“ Alexander Sheff (geboren am 27. Juni 1931 in Brooklyn, New York City) ist ein ehemaliger US-amerikanischer Schwimmer.
Donald Sheff hatte 1950 an der Makkabiade teilgenommen und dort zwar keine Goldmedaille, aber mehrere andere Medaillen erschwommen.
Im Februar 1952 stellte die 4-mal-200-Meter-Freistilstaffel der Yale University mit Wayne Moore, James McLane, Donald Sheff und Dick Thoman in 8:29,4 Minuten einen Weltrekord auf, der erst 1956 unterboten wurde.
Bei den Olympischen Spielen 1952 in Helsinki qualifizierte sich die US-Staffel mit Wally Wolf, Donald Sheff, Frank Dooley und Burwell Jones mit der hinter den Japanern zweitbesten Zeit für das Finale. Im Staffelfinale traten vier Schwimmer an, die im Vorlauf nicht dabei gewesen waren. Wayne Moore, William Woolsey, Ford Konno und James McLane gewannen die Goldmedaille in 8:31,1 Minuten mit zwei Sekunden Vorsprung vor den Japanern. Die Schwimmer aus dem Vorlauf erhielten nach den damaligen Regeln keine Medaille.